# Bajan (1907)
Bajan (ros. Баян) – rosyjski krążownik pancerny z okresu I wojny światowej, typu Bajan, drugi rosyjski krążownik o nazwie pochodzącej od legendarnego poety i wieszcza Bojana, po krążowniku „Bajan” z okresu wojny rosyjsko-japońskiej. Wchodził w skład Floty Bałtyckiej, brał udział w działaniach wojennych na Bałtyku, w tym w bitwach koło Gotlandii i w Moonsundzie. Zezłomowany został w 1922 roku w Szczecinie.

## Budowa
Okręt należał do krążowników pancernych ulepszonego typu Bajan, zaprojektowanych dla floty rosyjskiej we Francji, których pierwowzorem był pierwszy „Bajan”, zamówiony w 1898 roku. Udane działania tego okrętu pod Port Artur podczas wojny rosyjsko-japońskiej oraz straty ponoszone przez rosyjską marynarkę podczas tej wojny spowodowały zamówienie kolejnej jednostki we Francji („Admirał Makarow”) oraz podjęcie 10 listopada 1904 roku decyzji o budowie dwóch dalszych okrętów tego typu w Rosji (daty w tym rozdziale w starym stylu). 2 kwietnia 1905 roku oba krążowniki wciągnięto na listę floty i otrzymały one nazwy „Bajan” i „Pałłada” na cześć krążowników utraconych w Port Artur.
Prace nad oboma krążownikami prowadzone były równolegle w Stoczni Admiralicji w Petersburgu („Bajana” budowano na zakrytej pochylni stoczni). Budowę na pochylni rozpoczęto 2 sierpnia 1905 roku. Kontraktowy koszt budowy kadłuba „Bajana” miał wynieść 9 409 137 rubli, maszyn, wykonywanych przez Towarzystwo Zakładów Francusko-Rosyjskich – 3 035 000 rubli. Budowę prowadzono według otrzymywanych z Francji planów ulepszonego krążownika typu Bajan – „Admirała Makarowa”, lecz stocznia wprowadzała do nich drobne zmiany, częściowo z powodu braku szczegółowych rysunków wykonawczych.
Oficjalne położenie stępki i zarazem wodowanie „Bajana” miało miejsce 2 sierpnia 1907 roku (starego stylu). Gotowość obu okrętów przewidywano pierwotnie na wrzesień 1907 roku, ale ich ukończenie – zwłaszcza „Bajana”, znacznie się opóźniało, w dużej mierze z powodu opóźnień dostawy maszyn i pancerza. Dopiero w połowie 1910 roku zmontowano wieże artyleryjskie i w październiku okręt był gotowy do prób, które jednak przeniesiono na kolejny rok wobec zalodzenia. Zimą kończono wyposażanie okrętu w Kronsztadzie. 17 maja 1911 roku przeprowadzono próby prędkości, podczas których uzyskano średnią prędkość 21,8 węzła (maksymalną 22,3 w.). Oficjalny akt odbioru okrętu sporządzono, po dalszych próbach i poprawkach 1 lipca 1911 roku.
W toku budowy rozważano przeprojektowanie okrętu pod napęd turbinami parowymi oraz osobno przezbrojenie w postaci zamiany wszystkich dział kalibru 75 mm na 4 działa 152 mm lub 10 dział 100 mm, lecz nie przyjęto tych planów do realizacji.

## Opis

### Uzbrojenie i jego zmiany
Uzbrojenie główne w postaci dwóch dział kalibru 203 mm o długości lufy 45 kalibrów (L/45), umieszczone było w dwóch jednodziałowych wieżach na pokładzie dziobowym i rufowym, w osi podłużnej okrętu. Kąt podniesienia luf wynosił 22°. Przy kącie podniesienia 18° donośność pocisków burzących i przeciwpancernych o masie 87,73 kg wynosiła 13,1 km, a pocisków półpancernych o masie 106,9 kg – 15,9 km (stosowano też inne pociski). Zapas amunicji wynosił 110 pocisków na działo. Artylerię średnią stanowiło 8 dział 152 mm L/45 systemu Canet rozmieszczone w opancerzonych kazamatach na burtach. Uzbrojenie pomocnicze obejmowało 22 działa 75 mm L/50 systemu Canet (na każdej z burt po 4 w kazamatach, 6 na pokładzie górnym i 1 w stanowisku na rufie w pomieszczeniach admiralskich). Do kierowania ogniem służyły dalmierze optyczne Barr & Stroud o bazie 4,5 stopy (1372 mm), zamienione przed wojną na 9-stopowe (2743 mm). Okręt miał także dwie podwodne stałe wyrzutnie torpedowe kalibru 450 mm, umieszczone w burtach, z zapasem 6 torped, lecz nie okazały się one przydatne w praktyce. Już podczas wojny, na przełomie listopada i grudnia 1914 roku przystosowano „Bajana” do przenoszenia min, montując na pokładzie dwa tory minowe dla 144 min kotwicznych (praktycznie zabierano do 110).

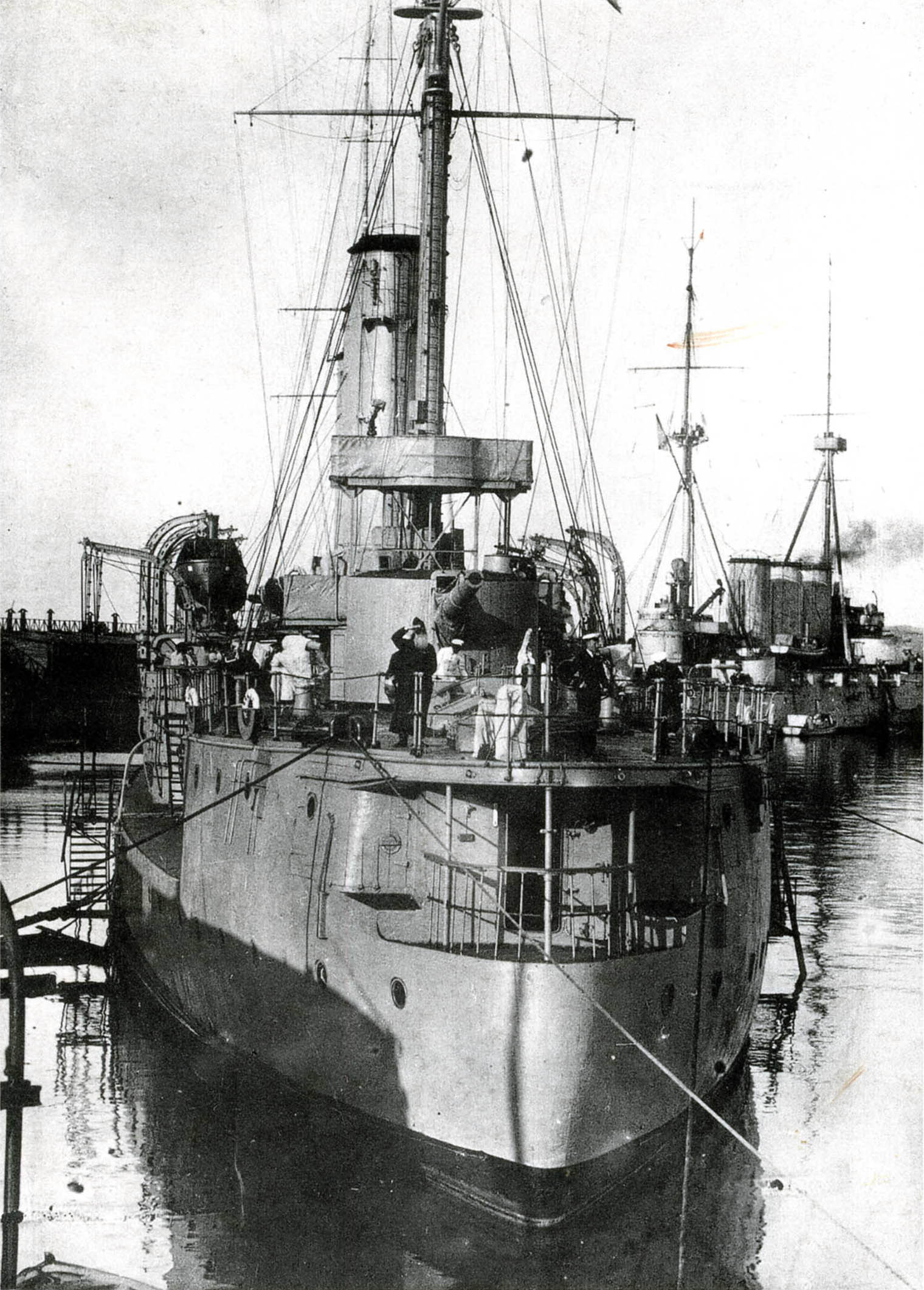
„Bajan” od rufy po przezbrojeniu – widoczne działa plot. 76 mm w pokrowcach po obu stronach wieży i prawdopodobnie działo 47 mm w pokrowcu na rufie oraz dawne miejsca dział 75 mm w salonie admiralskim

Zimą i wiosną 1917 roku zmodyfikowano uzbrojenie artyleryjskie „Bajana” i „Admirała Makarowa”, instalując na pokładzie tuż przed masztem rufowym trzecie działo 203 mm L/45 na odkrytej podstawie, dysponujące kątem ostrzału po 100° na każdą z burt (pochodzące z krążownika „Gromoboj”). Ponadto na pokładzie na śródokręciu ustawiono dalsze cztery działa 152 mm, po dwa na burtę, z kątem ostrzału po 130° i kątem podniesienia do 25° (zdjęte z przezbrajanego krążownika „Oleg”). Liczba dział 152 mm wzrosła dzięki temu do 12. Zdjęto za to wszystkie mało przydatne działa kalibru 75 mm, przy tym osiem dział z centralnej kazamaty usunięto już podczas prac przygotowawczych na początku 1916 roku. Zapas amunicji wzrósł do 323 pocisków 203 mm (107 na działo) i 1848 – 152 mm (154 na działo). Niektóre źródła sugerują, że nowe działa zostały zamontowane już w drugiej połowie 1916 roku.
W drugiej połowie 1916 roku „Bajan” otrzymał prawdopodobnie dwa działa przeciwlotnicze 47 mm: między drugim i trzecim kominem oraz na pokładzie rufowym, za wieżą działa 203 mm (okręt posiadał już artylerię przeciwlotniczą podczas działań jesienią 1916 roku w Zatoce Ryskiej, aczkolwiek kąt podniesienia luf 72° był uznawany za niewystarczający). Wiosną 1917 zainstalowano też po bokach rufowej wieży dwa działa przeciwlotnicze 76 mm Lendera.

### Skrócony opis typu i odmienności konstrukcji
Pancerz pionowy wykonany był ze stali Kruppa. Opancerzenie burt obejmowało główny pas pancerny na linii wodnej, rozciągający się od dziobu za wieżę rufową, o grubości maksymalnej 175 mm na śródokręciu, zmniejszającej się do 100 mm w kierunku dziobu i rufy oraz malejącej w dolnej części pasa. Nad pasem głównym był krótszy pas górny na śródokręciu o grubości 50 mm; taką samą grubość pancerza miały kazamaty dział znajdujące się ponad nim. Wewnętrzny pokład pancerny miał grubość 30 mm. Wieże dział miały pancerz pionowy 132 mm (dach 44 mm), a wieża dowodzenia miała pancerz grubości 136 mm (dach 75 mm).
Napęd stanowiły dwie czterocylindrowe pionowe maszyny parowe potrójnego rozprężania, napędzające bezpośrednio po jednej śrubie, o łącznej kontraktowej mocy indykowanej 16 500 KM. Parę dla maszyn dawało 26 kotłów wodnorurkowych systemu Belleville, rozmieszczonych w czterech kotłowniach. Spaliny odprowadzane były przez cztery wysokie, proste, szeroko rozstawione kominy. Zapas paliwa – węgla – wynosił 750 ton, maksymalnie 1000 ton.
Do drugiego „Bajana” bardzo zbliżony był drugi krążownik budowy rosyjskiej „Pałłada”, w stosunku do którego główną różnicę wizualną stanowił mostek nawigacyjny nad pancerną wieżą dowodzenia na dziobie: „Pałłada” miała mostek z lekkimi rozbieranymi ścianami, a „Bajan” jedynie osłonę z płótna żaglowego z szybami (mostek nawigacyjny był używany jedynie poza walką, gdyż zasłaniał częściowo pole widzenia znajdującej się za nim wieżyczki dalmierza). Z elementów konstrukcji i wyposażenia odróżniających je od pozostałych dwóch okrętów budowy francuskiej, otrzymały one znacznie obszerniejszą pancerną wieżę dowodzenia (szerokości 4,57 m), wyposażoną jako nowość na rosyjskich okrętach w wieżyczkę dalmierza na dachu. Okręty budowy rosyjskiej posiadały dwa wysokie maszty, ze stanowiskami obserwacyjnymi do kierowania ogniem, zastosowanymi po raz pierwszy w rosyjskiej flocie. Nietypową cechą tych masztów było to, że stanowisko obserwacyjne miało być podnoszone, wraz z ruchomą stengą masztu, od 25,3 m nad wodą w położeniu marszowym do 30,5 m w położeniu bojowym. Rozwiązanie to jednak w praktyce okazało się nieudane z uwagi na wibracje i stengi unieruchomiono wkrótce w dolnym położeniu. Oba okręty miały 3 reflektory o średnicy 75 cm, z tego dwa na skrzydłach mostka i jeden na platformie na maszcie rufowym. Nie posiadały sieci przeciwtorpedowych. Wyposażone były w kotwice Halla. W skład łodzi okrętowych wchodził jeden kuter parowy i jeden motorowy (długości 9,75 m) i 8 łodzi wiosłowych różnej wielkości. Przez pewien czas „Bajan” wyróżniał się zamontowanym jesienią 1915 roku do stewy dziobowej wspornikiem trału dziobowego (fortrału) firmy Bekker, lecz jego konstrukcja okazała się nieudana i urządzenia trałowe zdemontowano.

## Służba
Daty w kalendarzu gregoriańskim, w nawiasach – w kalendarzu juliańskim (starego stylu).

### Przed wojną
W 1911 roku wszystkie trzy krążowniki typu Bajan weszły w skład nowo sformowanej Brygady Krążowników Floty Bałtyckiej w Rewlu (późniejszej 1. Brygady Krążowników). W czasie pokoju okręty uczestniczyły w kampaniach od wiosny do zimy, a kiedy były wycofywane do zbrojnej rezerwy z uwagi na zalodzenie. Dowódcą „Bajana” przed wojną był komandor A.G. Butakow II. 17 (4) maja 1911 roku „Bajan” rozpoczął kampanię i do lata jeszcze prowadzono na nim próby odbiorcze. Jego załoga zajmowała się następnie szkoleniem bojowym. Dwukrotnie podczas zawodów artyleryjskich floty, w lipcu 1911 i sierpniu 1913 roku, „Bajan” zdobył carski puchar przechodni. W czerwcu i lipcu 1911 roku okręty eskadry gościły w Kronsztadzie eskadrę amerykańskich pancerników. We wrześniu „Bajan” wraz z Brygadą Krążowników i innymi okrętami złożył wizytę w Køge w Danii. 24 (11) lipca 1912 roku „Bajan” uczestniczył w spotkaniu cara Mikołaja II z królem Szwecji i został odwiedzony przez obu monarchów. W dniach 24-28 (11-15) września 1912 roku „Bajan” w składzie eskadry głównych sił Floty Bałtyckiej przebywał w Kopenhadze w Danii w związku z wizytą tam cesarzowej-wdowy Marii Fiodorowny z okazji urodzin jej bratanka, króla Chrystiana X. We wrześniu 1913 roku „Bajan” z głównymi siłami Floty Bałtyckiej odwiedził Portland, Brest i Stavanger. Dowódcą „Bajana” od stycznia 1914 roku był komandor Aleksandr Wiejs.

### Lata 1914-1915: Zatoka Fińska i południowy Bałtyk

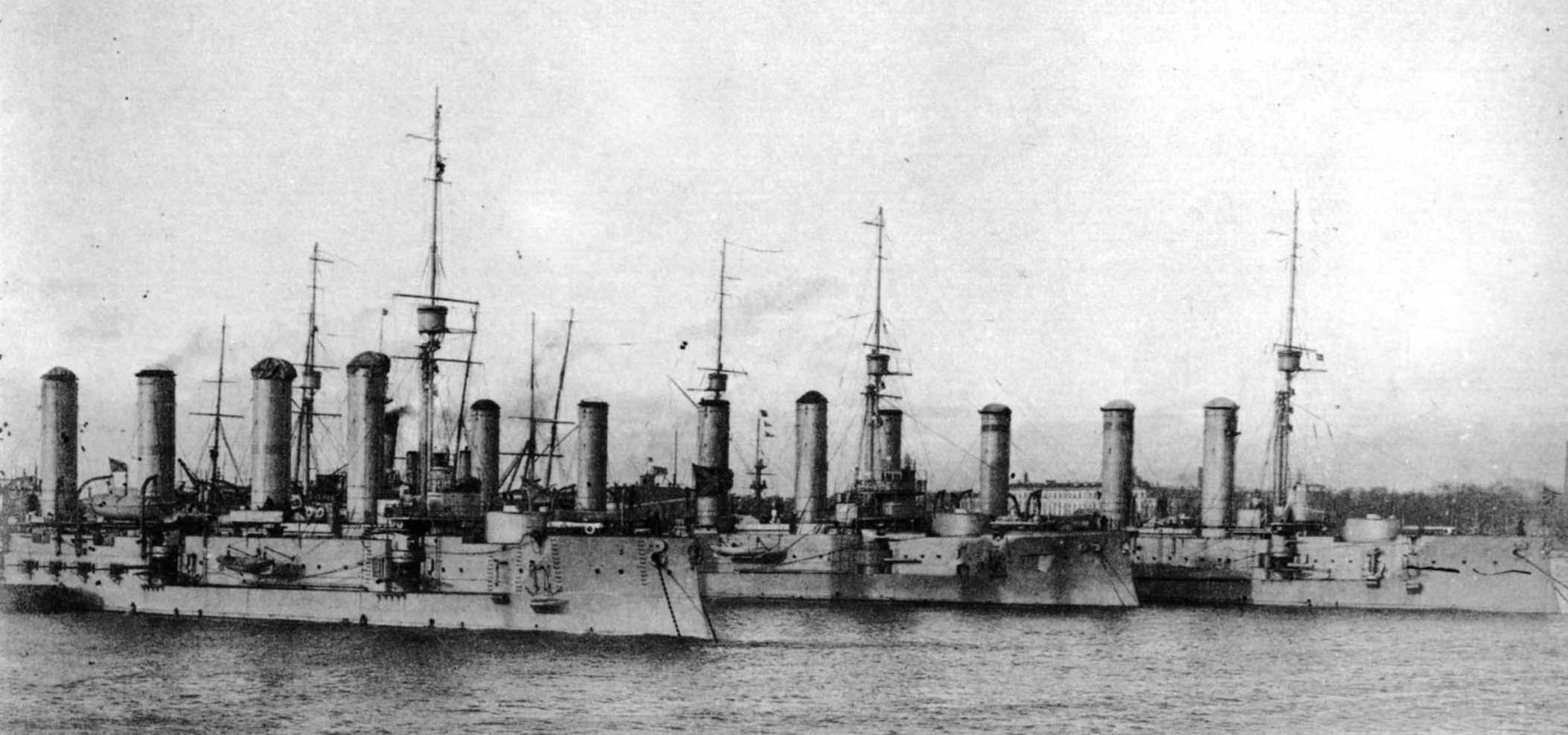
Od lewej: „Bajan”, „Admirał Makarow” i „Pałłada”

Po wybuchu I wojny światowej, krążowniki pancerne 1. Brygady dozorowały i patrolowały przed wejściem do Zatoki Fińskiej na wypadek próby przedarcia się w głąb zatoki okrętów niemieckich. 10 sierpnia (28 lipca) 1914 roku „Bajan” wypłynął w morze w składzie sił Floty w gotowości do zwalczania szwedzkich okrętów, na wypadek przystąpienia Szwecji do wojny, lecz operacja została następnego dnia odwołana przez głównodowodzącego armii rosyjskiej (Szwecja pozostała w wojnie neutralna). 27 (14) sierpnia „Bajan” i „Admirał Makarow”, osłaniające trałowce, bezskutecznie ścigały i ostrzeliwały szybszy krążownik lekki „Augsburg” i niszczyciel V 25, próbujące z kolei wciągnąć rosyjskie okręty pod atak okrętu podwodnego U 3 (za brak sukcesu w tej akcji został zmieniony dowódca „Makarowa”, dowodzący zespołem rosyjskim).
6 września (24 sierpnia) dozorujące „Pałłada” i „Bajan” wykryły podchodzące przeważające siły niemieckie, po czym wycofały się za centralną pozycję artyleryjsko-minową, ostrzelane przy tym przez krążownik pancerny „Blücher”. 25 (12) września wszystkie trzy krążowniki typu Bajan i flagowy krążownik pancerny „Ruryk” odbyły rejs rozpoznawczy na północnym Bałtyku nie napotykając niemieckich okrętów. 11 października (28 września) 1914 roku, gdy „Bajan” i „Pałłada” powracały z dozoru do Rewla, czołowa „Pałłada” została storpedowana przez niemiecki okręt podwodny U-26 i zatonęła z całą załogą. Wobec braku widocznych rozbitków, „Bajan” nie spuścił łodzi i wycofał się, ostrzeliwując domniemaną pozycję okrętu podwodnego, który nie powtórzył ataku.
W związku z podjęciem przez Rosjan aktywnej wojny minowej, na przełomie listopada i grudnia przystosowano „Bajana” do przenoszenia min. Nie wziął jednak ostatecznie udziału w operacji minowania Zatoki Gdańskiej 14 (1) grudnia 1914 roku z powodu błędnego załadowania zbyt małego zapasu węgla, wymuszającego powrót do bazy (operację tę przeprowadziły „Ruryk” i „Admirał Makarow” oraz stawiacz min „Jenisiej”). 13–14 stycznia (31 grudnia – 1 stycznia) 1915 roku „Ruryk”, „Admirał Makarow” i „Bajan” jedynie osłaniały stawianie min na południowo-zachodnim Bałtyku, bez spotkań z nieprzyjacielem (miny stawiały krążowniki „Rossija”, „Oleg” i „Bogatyr'”, a uszkodzeniu na nich uległy niemieckie krążowniki lekkie „Augsburg” i „Gazelle”).
„Bajan” nie brał udziału w kolejnej operacji minowania w lutym, przerwanej z powodu uszkodzenia „Ruryka”. Podczas osłony następnej operacji stawiania min przez niszczyciele w nocy 7/8 maja (24/25 kwietnia) 1915 roku, na południe od Gotlandii, „Bajan” i „Admirał Makarow” ostrzelały bez rezultatów niemiecki krążownik lekki „München” i niszczyciel V 181, a następnie niszczyciele V 151 i V 153.

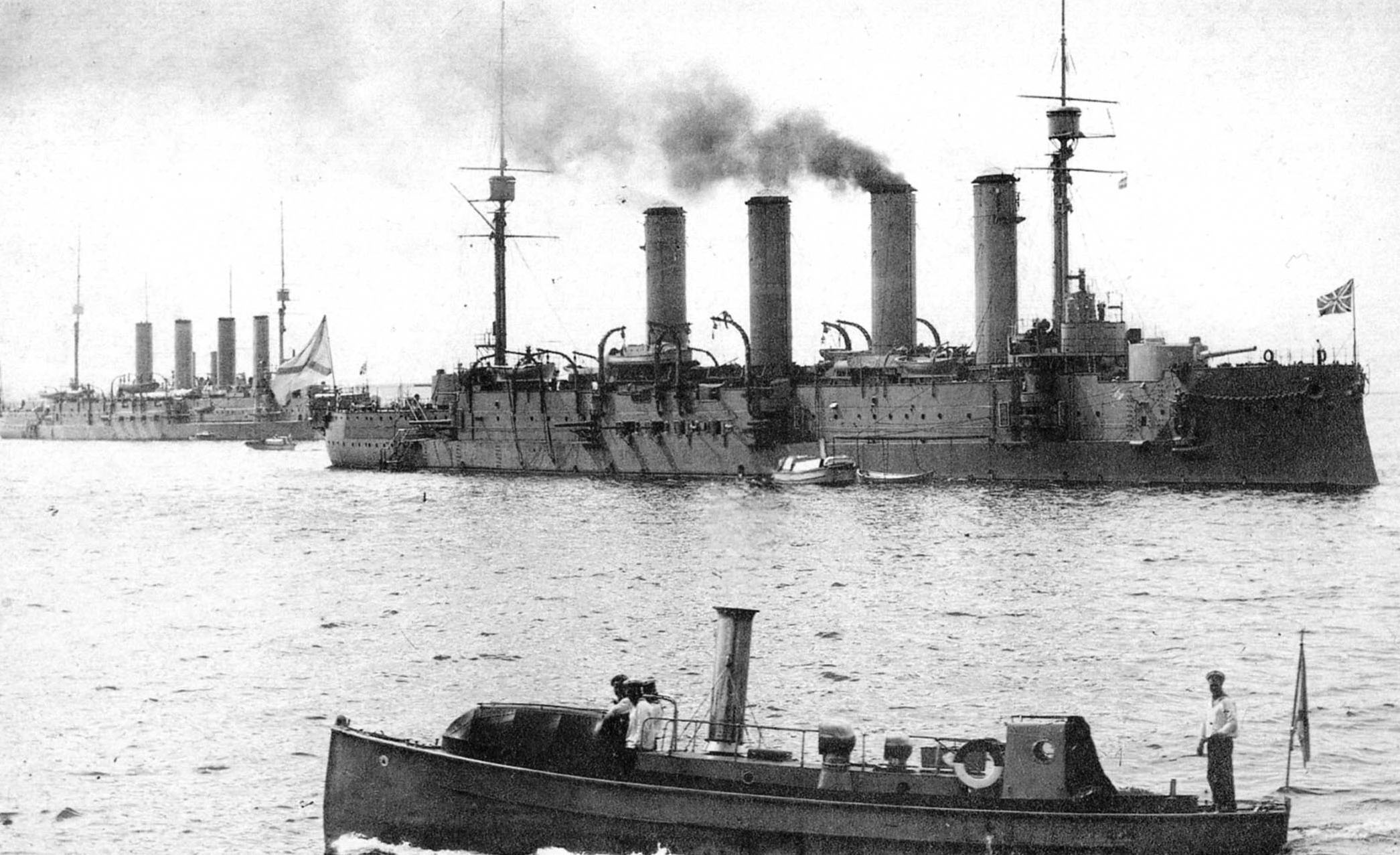
„Bajan” (po prawej) i „Admirał Makarow”

2 lipca (19 czerwca) 1915 roku „Bajan” wziął udział w wypadzie 1. Brygady Krążowników, mającym na celu ostrzelanie Memelu, zakończonym starciem z okrętami niemieckimi koło Gotlandii. W pierwszej fazie starcia rosyjskie krążowniki wraz z „Bajanem” uszkodziły i zmusiły do wyrzucenia się na brzeg niemiecki stawiacz min „Albatross”. Po nadpłynięciu posiłków niemieckich, z silniejszym krążownikiem pancernym „Roon”, na „Bajanie” początkowo spoczywał cały ciężar starcia, wobec wyczerpania większości amunicji głównego kalibru na „Admirale Makarowie”. „Bajan” został trafiony w śródokręcie między drugim a trzecim kominem jednym pociskiem 210 mm, który nie spowodował jednak poważnych szkód, a sam bliskim trafieniem uszkodził „Roonowi” antenę radiową. Dwóch członków załogi „Bajana” zostało lekko rannych. Dopiero po nadpłynięciu krążownika pancernego „Ruryk” i pojedynku z nim, Niemcy wycofali się. „Bajan” w bitwie wystrzelił 80 pocisków 203 mm i 434 pocisków 152 mm
W dniach 30-31 (17-18) lipca 1915 roku „Bajan” brał udział w operacji osłony przebazowania pancernika „Sława” do Zatoki Ryskiej, przez Cieśninę Irbe, w pobliżu wód niemieckich (z uwagi na niemożność przejścia płytszą cieśniną Moonsund). Nie doszło przy tym do spotkań z nieprzyjacielem i, po doprowadzeniu pancernika do miejsca spotkania z niszczycielami z Zatoki Ryskiej, siły eskorty powróciły do baz. W dniach 29-30 (16-17) października „Bajan”, „Admirał Makarow”, „Oleg”, „Bogatyr” i 5 niszczycieli VIII dywizjonu patrolowały w Zatoce Botnickiej, koło szwedzkich wód, w celu przechwytywania statków niemieckich prowadzących handel ze Szwecją, lecz zdobyto tylko jeden statek „Frascatti” (1700 ton).

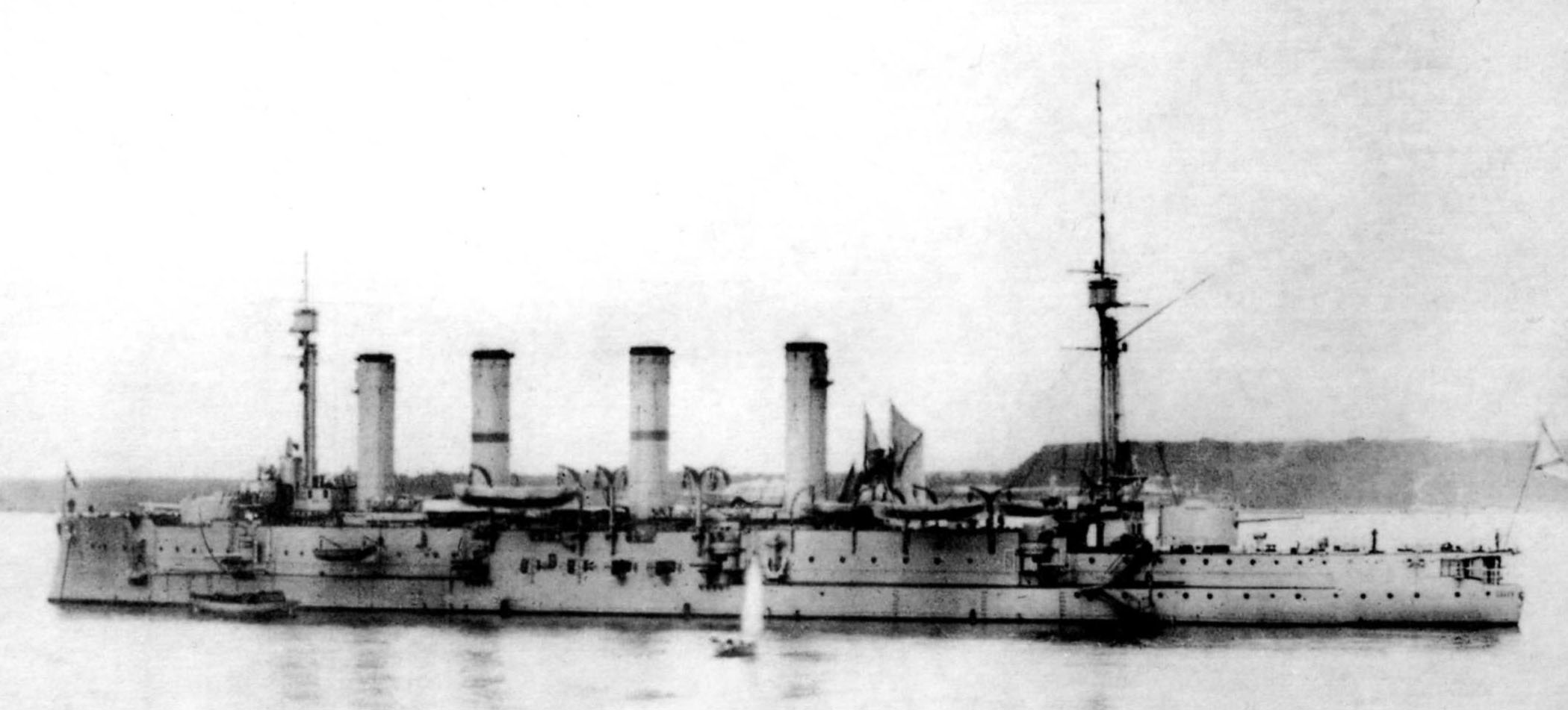
„Bajan” w latach 1912-1914

Pod koniec roku Rosjanie znowu podjęli wojnę minową. 11 listopada (29 października) 1915 roku krążowniki „Ruryk”, „Admirał Makarow”, „Bajan” i „Oleg”, osłaniane przez drednoty i niszczyciele, postawiły na południe od Gotlandii 560 min, na których uległ uszkodzeniu (12 listopada) niemiecki krążownik „Danzig”. W kolejnej operacji 6 grudnia (23 listopada) te same okręty oraz „Bogatyr'” postawiły 5 mil na południe od poprzedniej zagrody 700 min (uległ na nich uszkodzeniu 14 stycznia niemiecki krążownik „Lübeck”).

### Lata 1916-1917: Zatoka Ryska
Sezon zimowy 1915/1916 okręty Floty Bałtyckiej spędziły w bazach z uwagi na duże zalodzenie. W tym czasie podjęto przygotowania do dozbrojenia „Bajana” i „Makarowa”, zdejmując działa 75 mm z kazamat i montując wzmocnienia, lecz samej artylerii jeszcze nie zamontowano. „Admirał Makarow” i „Bajan” pozostawały w gotowości do wyjścia w morze w razie konieczności wsparcia rajdu 1 Brygady Krążowników i niszczycieli przeciwko niemieckim konwojom pod Norrköping w Szwecji 13-14 czerwca 1916 roku, lecz w samym wypadzie nie wzięły udziału. 2 sierpnia (20 lipca) komandora Wejsa na stanowisku dowódcy „Bajana” zmienił komandor S.N. Timiriow. W związku z zamiarem wzmocnienia sił broniących Zatoki Ryskiej, 25 (12) sierpnia 1916 roku został tam przebazowany przez cieśninę Moonsund „Bajan” (dołączył do niego później także „Admirał Makarow”). W Zatoce Ryskiej zadania okrętu polegały na dozorowaniu i sporadycznym ostrzeliwaniu niemieckich trałowców próbujących oczyścić Cieśninę Irbe oraz wspieraniu wojsk lądowych. Kilkakrotnie „Bajan” atakowany był tam przez samoloty, ale bez większych szkód. W październiku „Bajan” powrócił do Zatoki Fińskiej. Towarzyszył „Rurykowi” 19 (6) listopada 1916 roku, gdy ten podczas przebazowania floty do Kronsztadu wszedł na minę; sam jednak uniknął uszkodzenia mimo manewrowania obok „Ruryka” na tym samym polu minowym. Po krótkim remoncie w Kronsztadzie, „Bajan” zimował w Rewlu. Najpóźniej wiosną 1917 roku, przed rozpoczęciem kampanii, na „Bajanie” zakończono przezbrojenie, instalując na pokładzie trzecie działo 203 mm oraz cztery działa 152 mm i dwa działa przeciwlotnicze 76 mm, zamiast burtowych dział kalibru 75 mm.
W tym okresie gotowość do walki floty rosyjskiej zaczęła podupadać, a w związku z rewolucją lutową, na okrętach tworzono komitety marynarskie, uzyskujące wpływ na sprawy administracyjne i dobór obsady oficerskiej. Mimo to, na „Bajanie” stosunki między marynarzami i oficerami pozostawały względnie dobre, a komitet okrętowy dbał o dyscyplinę i utrzymanie zdolności bojowej okrętu, czemu sprzyjało jego bazowanie w Rewlu (w odróżnieniu od głównych ośrodków rewolty, jak Kronsztad i Helsinki, gdzie dochodziło do zabójstw oficerów). 5 lipca (22 czerwca) 1917 roku „Bajan” ponownie przebazował do Zatoki Ryskiej, zamieniając „Admirała Makarowa”.
W związku z niemieckim desantem, „Bajan” wziął w październiku 1917 roku udział w walkach o Wyspy Moonsundzkie. 14 (1) października podniósł na nim flagę wiceadmirał M. Bachiriew, dowodzący obroną zatoki. 17 (4) października „Bajan” jako okręt flagowy, wraz z pancernikami „Sława” i „Grażdanin” wziął udział w bitwie w cieśninie Moonsund. Ostrzeliwał niemieckie trałowce z 8., a następnie 3. półflotylli, trałujące rosyjskie zagrody minowe i sam dwukrotnie znalazł się pod ogniem pancernika „König”. Już wycofując się, „Bajan” został trafiony w kadłub między dziobową wieżą a mostkiem jednym pociskiem kalibru 305 mm, który wywołał trudny do ugaszenia pożar w magazynie lin. Konieczność zatopienia dziobowych komór amunicyjnych w obawie przed ich pożarem spowodowała nabranie ok. 1000 ton wody i przegłębienie na dziób. Pięciu członków załogi (należących do komitetu okrętowego) poniosło śmierć na miejscu lub z ran, a trzech odniosło rany. Mimo zwiększonego zanurzenia i pożaru, powodującego zadymianie mostka, krążownik zdołał wycofać się na północ, do Moonsundu. 19 (6) października, w związku z groźbą zaatakowania rosyjskich sił od północy, okręty rosyjskie z „Bajanem” opuściły rejon Wysp Moonsundzkich i przeszły do Helsinek, a następnie Rewla, gdzie w grudniu zakończyły kampanię.

### Rok 1918: lodowe przejście
Po rewolucji październikowej, „Bajan” z innymi okrętami Floty Bałtyckiej przeszedł pod kontrolę władzy bolszewickiej. W związku z zagrożeniem Rewla przez niemieckie natarcie 21 lutego 1918 roku, po zerwaniu przez Niemców zawieszenia broni, zdecydowano o ewakuacji floty do Helsinek, mimo zalodzenia i zdekompletowania załóg. 25 lutego „Bajan” wyszedł z grupą okrętów z zajmowanego już przez Niemców Rewla i 27 lutego dotarł z pomocą lodołamaczy do Helsinek. Pomimo zawarcia przez Rosję pokoju brzeskiego z Niemcami, istniała nadal groźba zagarnięcia przez nich okrętów Floty Bałtyckiej znajdujących się w Finlandii, ogarniętej wojną domową. Dowództwo rosyjskie zdecydowało o ewakuacji floty do Kronsztadu, w tzw. lodowym przejściu, odbywającym się w wyjątkowo trudnych warunkach zalodzenia Zatoki Fińskiej. 31 marca „Bajan” wyszedł z Helsinek w celu wsparcia najsilniejszego lodołamacza „Jermak”, który powracał z Kronsztadu po przeprowadzeniu pierwszego rzutu okrętów i został ostrzelany i zmuszony do zawrócenia koło wyspy Gogłand przez zdobyty przez Finów lodołamacz „Tamro”. Krążownik jednak nie mógł dojść na miejsce i jedynie z trudem zdołał wyswobodzić się od lodów z pomocą dwóch małych lodołamaczy i powrócić do portu. Ostatecznie „Bajan” wyszedł do Kronsztadu w drugim rzucie okrętów 5 kwietnia, w towarzystwie mniejszych lodołamaczy. Dwa dni później okręty drugiego rzutu utknęły w lodach i dopiero pomoc „Jermaka”, który 8 kwietnia dotarł z Kronsztadu w eskorcie krążownika „Ruryk”, umożliwiła osiągnięcie 10 kwietnia celu.

### Zakończenie służby
W maju 1918 roku „Bajan” przeszedł z Kronsztadu do Piotrogrodu. Z uwagi na stan techniczny i braki załóg, podczas reorganizacji floty został przeznaczony do wycofania do rezerwy. W razie konieczności obrony Piotrogrodu przed Niemcami, a później przed wojskami Judenicza, miał działać jako pływająca bateria, do czego ostatecznie nie doszło. 13 lipca 1918 r. doszło do zalania wszystkich kotłowni wodą za sprawą niedomkniętego zaworu, co ostatecznie spowodowało przeznaczenie okrętu na długotrwałą konserwację, zaaprobowane 3 września 1918 roku przez Radę Komisarzy Ludowych. 1 marca 1919 r. zakończono prace konserwacyjne i okręt zakończył kampanię i został odstawiony w Piotrogrodzie, ze szkieletową załogą. Cztery działa 152 mm zamontowano na pływających bateriach Flotylli Oneskiej. W 1922 roku władze radzieckie zdecydowały o złomowaniu starych okrętów i w połowie lipca „Bajan” wraz z innymi krążownikami został sprzedany na złom do Niemiec, po czym między 22 sierpnia a 11 września 1922 roku został przeholowany w tym celu do Szczecina.